# Joachim Zeller (Fußballspieler)
Joachim Zeller (* 2. Juni 1961) ist ein ehemaliger deutscher Fußballspieler.

## Karriere
Zeller wechselte zur Saison 1984/85 vom VfR Aalen zum SSV Ulm 1846 und spielte in fast jedem Spiel dieser Saison in der 2. Bundesliga. Sein letztes Spiel für Ulm war im DFB-Pokal 1985/86. Die 2. Runde gegen den FC St. Pauli wurde mit 5:2 gewonnen. Zeller erzielte dabei ein Tor. Danach verließ er den Verein und ging für zwei Saisons zum FV Biberach. Zur Saison 1987/88 wechselte Zeller wieder zu seinem alten Verein, dem VfR Aalen, und beendete dort nach der Saison 1993/1994 seine Karriere.